# Catelyn Stark
Catelyn Stark (nascută Tully) este un personaj fictiv din seria de fantezie epică scrisă de romancierul și scenaristul american George R. R. Martin, Cântec de gheață și foc, și a ecranizării acesteia, Urzeala tronurilor. În serial, aceasta este interpretată de Michelle Fairley.

## Vezi și
- Lista personajelor din Cântec de gheață și foc
- Lista personajelor din Urzeala tronurilor (serial TV)